# Herczeg
A Herczeg és a Herceg (valamint további változatai: Herczegh, Hercegh, Herzeg) feltehetően német eredetű magyar családnév. Valakihez tartozásra vagy tulajdonságra utal. Bár a gyakran előforduló nevek közé tartozik, nem került be a száz legtöbbször előforduló magyar vezetéknév közé.

## Története
Eredetileg a középfelnémet herzog - hadvezér - szóból származott, a magyar nyelvbe nagyon korán bekerülhetett közszóként. Családnévként feltehetően már a 13. században használták. Személynévként első előfordulásai udvarnokokhoz kötődik, akik valamilyen herceg, vagyis trónörökös szolgálatában álltak. Később kiterjesztett értelmezésben a valamilyen magasabb rangú személlyel kapcsolatban lévőket is nevezhették hercegnek, ami lehetett rokoni, jobbágyi, szolgálati, szomszédi, baráti vagy eseti nexus, vagyis - hasonlatosan a Császár, Király, Nemes, Bíró vagy Pap vezetéknevekhez -, ezeket olyan személyek kaphatták, akik valamilyen méltóság szolgálatában álltak, esetleg az ő szolgájuk voltak. Kezdetben mint ragadványnév  terjedt el, majd lett belőle családnév. A külső-belső tulajdonságra vonatkozó utalásként - vagyis amikor valakinek az öltözködése, viselkedése hercegi - csak később terjedt el.
Névváltoztatás során elsősorban a Herzog, Herszeg, Princz  és  Fürst, de  Herczl, Herdek, Herschkovics, Hrschek nevűek választották a 19. században. Herczeg Ferenc író eredeti neve is Herzog volt.

### Névváltozatok gyakorisága 2009-ben
- Herczeg: 7342
- Herceg: 1315
- Herczegh: 576
- Hercegh: 97

Más névváltozatokkal együtt összesen 9634.